# Mimocoedomea
Mimocoedomea es un género de escarabajos longicornios de la tribu Acanthocinini que contiene una sola especie, Mimocoedomea fusca. La especie fue descrita por Breuning en 1940.
Se distribuye por Madagascar. Mide aproximadamente 12,5 milímetros de longitud.